# Saint-Jean-Lasseille
Saint-Jean-Lasseille (in catalano Sant Joan la Cella) è un comune francese di 794 abitanti situato nel dipartimento dei Pirenei Orientali nella regione dell'Occitania.

## Società

### Evoluzione demografica
Abitanti censiti